# John Rushout (4e baronnet)
John Rushout (6 février 1685 - 2 février 1775) est un homme politique britannique whig qui siège à la Chambre des communes pendant 55 ans de 1713 à 1768. Il est un partisan de Pulteney dans l’opposition à Walpole et fait brièvement partie d’une administration. Il est Doyen de la Chambre à partir de 1762.

## Jeunesse
Il est le quatrième fils de James Rushout, 1er baronnet et son épouse Alice Pitt, fille d'Edmund Pitt. Son frère aîné, James, succède à son père comme baronnet. Il fait ses études au Collège d'Eton en 1698 et rejoint l'armée. Il est cornet à la Royal Horse Guards en 1705 et lieutenant en 1706. En 1710, il devient capitaine. À la mort de son neveu, le troisième baronnet, le 21 septembre 1711, il devient baronnet et hérite de la plupart des domaines de la famille dans le Worcestershire. Il démissionne de sa commission militaire en janvier 1712. Il affirme par la suite que c'était pour éviter son licenciement par le duc d'Ormond, qui voulait éliminer les officiers whig afin de combattre la succession hanovrienne. En 1729, il épouse Lady Anne Compton, la sixième fille de George Compton (4e comte de Northampton) en 1729.

## Carrière

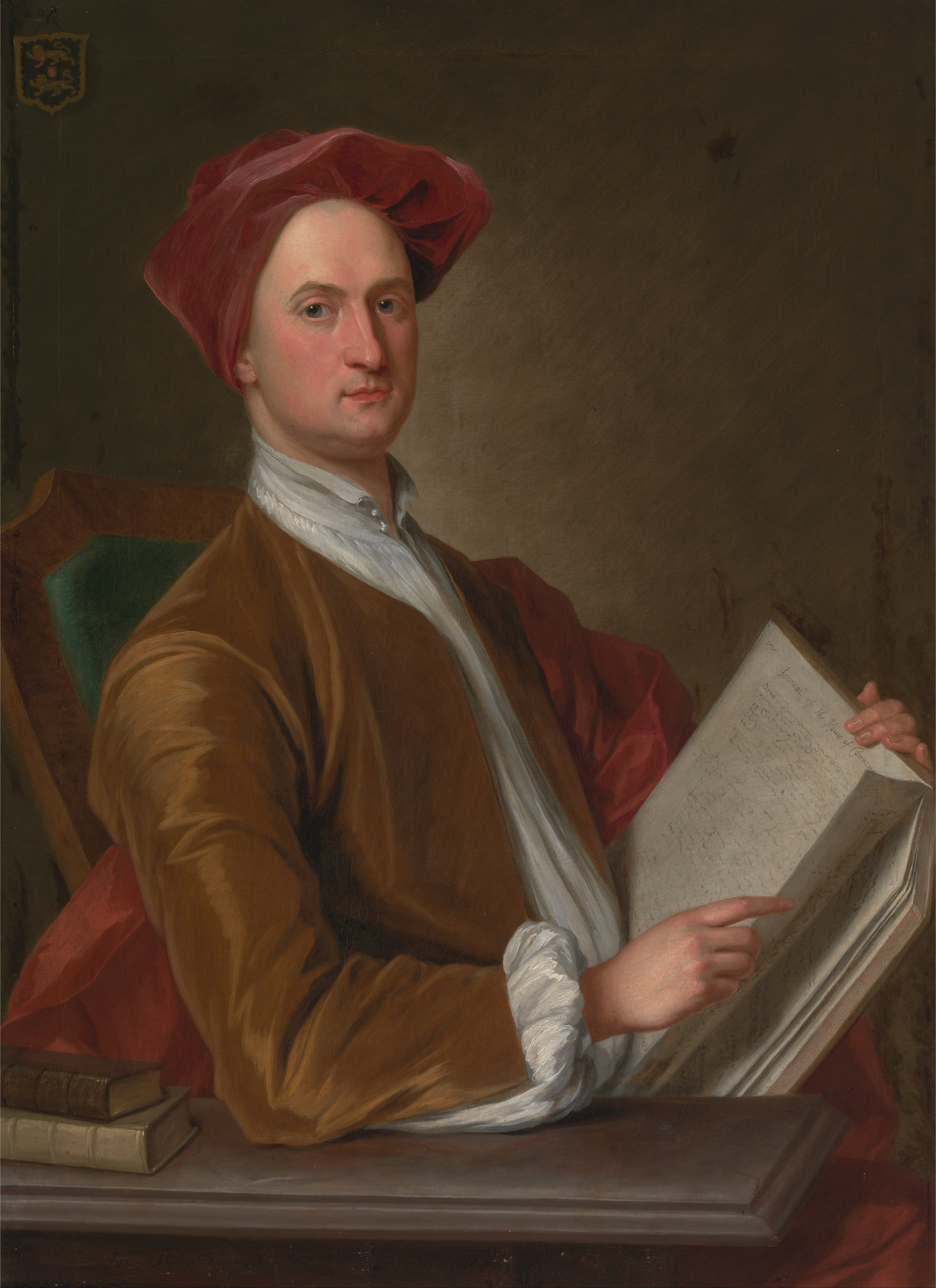
John Rushout par John Smybert

Il est élu lors d'une élection partielle le 20 avril 1713 en tant que député whig de Malmesbury, avec le soutien de Thomas Wharton (1er marquis de Wharton). Il vote contre le projet de loi sur le commerce français le 18 juin 1713. Lors des élections générales britanniques de 1713, il se présente sans succès à Evesham, mais est de nouveau élu sans opposition pour Malmesbury. Il vote contre l'expulsion de Richard Steele le 18 mars 1714 et joue le rôle d'orateur pour le parti whig dans le cadre de la pétition électorale de Harwich du 16 juillet 1714 .
Aux élections générales britanniques de 1715, il redevient député de Malmesbury. Il vote contre le projet de loi septennal, mais pour l'abrogation des lois occasionnelles de conformité et de schisme. Il est absent du vote sur le projet de loi sur les pairs. Aux élections générales britanniques de 1722, il est réélu à Malmesbury et à Evesham. Cependant, le 13 décembre 1722, il est destitué à Malmesbury et prend donc son siège à Evesham. Il ouvre l'enquête de la Chambre des communes sur le complot Atterbury et, en 1725, parraine la plainte ayant conduit à la mise en accusation de Lord Macclesfield. Il suit ensuite son ami, William Pulteney (1er comte de Bath), dans l'opposition. Il s'est prononcé contre un crédit le 25 mars 1726 et présente un projet de loi contre la corruption électorale le 27 avril, qui est rejeté à la Chambre des Lords après avoir été adopté à la Chambre des communes. Il est réélu député d'Evesham aux élections générales britanniques de 1727 et est lieutenant de Pulteney, jouant un rôle de premier plan dans l'opposition whig. Il est le second de Pulteney dans son duel avec Lord Hervey en 1731. Il préside un comité restreint de la Chambre des communes, dont le rapport conduit à l'adoption de la Loi sur la mélasse. Au cours de la crise de la taxe d'accise de 1733, il est nommé secrétaire à la guerre dans la liste d'un nouveau ministère préparée par les chefs de l'opposition. Aux élections générales britanniques de 1734, il est de nouveau réélu pour Evesham. Il se prononce en faveur d'une augmentation de l'indemnité accordée à Frédéric de Galles le 22 février 1737. On disait qu'il était un orateur fréquent et ennuyeux. Aux élections générales britanniques de 1741, il redevient député d'Evesham .
À la chute de Walpole en 1742, Rushout, avec Samuel Sandys, et Phillips Gybbon deviennent les représentants de Pulteney au nouveau conseil du Trésor, où ils se réunirent pour déjouer le premier Lord, Wilmington. Il est élu à la commission d'enquête secrète sur l'administration de Walpole, mais défend le secrétaire du Trésor, John Scrope, pour son refus de témoigner. Lorsque Pelham remplace Wilmington, en vertu d'un compromis, Rushout est nommé trésorier de la Marine en 1743 et conseiller privé en 1744. Il est toutefois destitué de son poste par les partisans de Bath en 1744. Il se prononce contre les subsides à la reine de Hongrie, le 18 février 1745 dans le but de semer des dissensions entre les Old Whigs et les nouveaux alliés du gouvernement. Il refuse également de payer des sommes figurant sur son compte en tant que trésorier de la marine, bloquant ainsi les paiements, pendant huit ou neuf mois, à tous les marins qui n’avaient pas reçu leur solde jusqu’à la date de son licenciement. Lorsque Bath et Granville tentèrent inutilement de former une administration en février 1746, il devait être nommé leader de la Chambre des communes, mais la tentative de Pulteney de former un gouvernement s'effondre avant que Rushout ne puisse se voir proposer le poste. Il est réélu à Evesham aux élections générales britanniques de 1747 et rejoint le parti Leicester House. Il est proposé pour une pairie et le bureau de la paye lorsque le prince de Galles serait monté sur le trône. Après la mort de Frederick en 1751, il s'attache à Newcastle dans l'espoir d'une pairie .
Lors des élections générales britanniques de 1754, il est réélu pour Evesham. Aux élections générales britanniques de 1761, il se présente aux côtés de son fils et, après un autre combat difficile, ils sont tous deux élus. Il devient le membre le plus ancien (père de la Chambre des communes) en 1762. Lors des débats sur le privilège de Wilkes en novembre 1763, il prend la parole contre l'administration de Grenville et vote contre celui-ci dans la section des mandats généraux en février 1764, sur l'abrogation de la taxe sur le cidre, bien qu'il s'agisse d'un comté producteur de cidre. Il est devenu moins régulier et prend sa retraite en raison de son âge aux élections générales britanniques de 1768 .

## Famille
Il meurt le 2 février 1775, laissant un fils et deux filles. Son fils John Rushout (1er baron Northwick) lui succède comme baronnet.